# Thel
Thel è una località appartenente al comune francese di Cours, situato nel dipartimento del Rodano della regione Alvernia-Rodano-Alpi.
Thel è stato un comune indipendente fino al 1º gennaio 2016, quando si è fuso con i comuni di Cours-la-Ville e Pont-Trambouze per formare il nuovo comune di Cours.

## Storia

### Simboli
Il tiglio (in francese tilleul) ha assonanza con il toponimo Thel.

## Società

### Evoluzione demografica
Abitanti censiti